# توم فرانكلين (لاعب بوكر)
توم فرانكلين (بالإنجليزية: Tom Franklin)‏ هو لاعب بوكر أمريكي، ولد في 23 أكتوبر 1950 في فريسنو في الولايات المتحدة.